# Disphragis atrax
Disphragis atrax är en fjärilsart som beskrevs av William Schaus 1892. Disphragis atrax ingår i släktet Disphragis och familjen tandspinnare. Inga underarter finns listade i Catalogue of Life.